# Долно Дивяци
Долно Дивяци (на македонска литературна норма: Долно Дивјаци) е село в община Крушево, Северна Македония.

## География
Селото е типично планинско разположено в Бушева планина, северозападно от град Крушево. Част е от областта Горен Демир Хисар.

## История
В сиджил от 1620-1621 година е отбелязано, че 5 ханета (домакинства) в Асаджи Дивяк дължат военния данък нузул за османския поход срещу Полша.
В XIX век Долно Дивяци е чисто българско село в Битолска кааза, Крушевска нахия на Османската империя. 
Според Васил Кънчов в 90-те години Долно Дивеци има 25 къщи. Според статистиката му („Македония. Етнография и статистика“) в 1900 година в Дивяци Долно има 230 жители, всички българи християни. Според Никола Киров („Крушово и борбите му за свобода“) към 1901 година Долно Дивяци има 50 български къщи.
На Етнографската карта на Битолския вилает на Картографския институт в София от 1901 година Долно Дивяци е смесено село българи, албанци и власи в Битолската каза на Битолския санджак с 43 къщи.
Цялото население на селото е под върховенството на Българската екзархия. По данни на секретаря на екзархията Димитър Мишев („La Macédoine et sa Population Chrétienne“) в 1905 година в Долно Дивяци има 264 българи екзархисти.
През септември 1910 година селото пострадва по време на обезоръжителната акция на младотурците. Селото е блокирано от войска и много от жителите му са арестувани.
При избухването на Балканската война в 1912 година 14 души от селото са доброволци в Македоно-одринското опълчение. 5 от тях загиват в Междусъюзническата война.
Според преброяването от 2002 година селото има 59 жители, всички северномакедонци. Селото е напът да се обезлюди напълно.

## Личности
Родени в Долно Дивяци
- Блаже Тасев, участник в Илинденско-Преображенското въстание[11]
- Груйо Велянов, участник в Илинденско-Преображенското въстание[11]
- Йоан Велев, участник в Илинденско-Преображенското въстание[11]
- Максим Трайков Велев, български революционер от ВМОРО.[12]
- Мице Спиров, участник в Илинденско-Преображенското въстание[11]
- Найдо Здравев, участник в Илинденско-Преображенското въстание[11]
- Нестор Христов, участник в Илинденско-Преображенското въстание[11]
- Петре Йоанов, участник в Илинденско-Преображенското въстание[11]
- Силян Мицков, участник в Илинденско-Преображенското въстание[11]
- Ставри Димитров (1880 – ?), български революционер
- Стефан Трайков Калески (1871 - ?), български революционер от ВМОРО
- Таско Дживджановски – Йоаница, български революционер от ВМОРО[13]
- Томче Костадинов, участник в Илинденско-Преображенското въстание[11]
- Тренче Соколов, участник в Илинденско-Преображенското въстание[11]
- Христо Трайков Велевски, участник в Илинденско-Преображенското въстание[11]